# Pont de Mullinkoski
Le pont de Mullinkoski (en finnois : Mullinkosken silta) est un pont à poutres  dans la municipalité de Hamina en Finlande.

## Construction
Situé sur la route régionale 371  entre Hamina et Husula, c'est le premier pont à poutres en béton précontraint des pays nordiques.
Après la seconde Guerre mondiale, le développement des structures en béton est rapide.
Le premier brevet pour une méthode de mise en tension des structures en béton a été accordé en 1928.
Le titulaire du brevet, Eugène Freyssinet avait déjà commencé ses premiers travaux dans les années 1910.
Dans les années 1940, il réalise ses premiers plans de ponts, selon lesquels six ponts sur la Marne ont été construits entre 1945 et 1946.
Le pont de Mullinkoski est précontraint par une méthode développée et brevetée par Gustave Magnel dans le cadre de la construction de la route Hamina-Husula.
Le pont a été achevé en 1950.
Le Pont de Mullinkoski est classé pont historique de Finlande depuis 1982,.
La direction des musées de Finlande l'a aussi classé parmi les sites culturels construits d'intérêt national en Finlande.